# Johanna Felmayer
Johanna Felmayer (* 27. Juli 1927 in Innsbruck als Johanna Brunswik de Korompa; † 8. August 2000 ebenda) war eine österreichische Kunsthistorikerin.

## Leben
Johanna Felmayer studierte Kunstgeschichte und Archäologie an der Universität Innsbruck und wurde 1952 mit einer Arbeit zu den Barockaltären in Nordtirol zum Dr. phil. promoviert. Im Anschluss hielt sie Vorträge und Führungen bei Kunstausstellungen, unter anderem im Schloss Ambras und dem Tiroler Landesmuseum Ferdinandeum und verfasste Artikel und Rundfunkbeiträge zu kunstgeschichtlichen Themen. Von 1955 bis 1994 arbeitete sie als freie Mitarbeiterin des Instituts für Österreichische Kunstforschung, das seit 1980 eine Abteilung des Bundesdenkmalamtes war, an der Erstellung der Innsbrucker Kunsttopographie. Von 1991 bis 1994 war sie Mitglied im Kulturbeirat des Landes Tirol und seit Beginn der 1990er Jahre im Fachausschuss für Kunst des Ferdinandeums.
In ihrer intensiven Beschäftigung mit der Baugeschichte von Innsbrucker Denkmälern konnte Felmayer offene Fragen klären und falsche Zuschreibungen und tradierte Sichtweisen korrigieren. So konnte sie zeigen, dass entgegen der Überlieferung die Gegend des heutigen Wilten und das rechte Innufer seit der Römerzeit kontinuierlich besiedelt waren. Sie setzte sich für den Erhalt von Bauten der Gründerzeit und späterer Phasen wie der Neuen Sachlichkeit in Innsbruck ein und erreichte deren Unterschutzstellung.
Johanna Felmayer war verheiratet und hatte zwei Töchter.

## Veröffentlichungen
- Die Kunstdenkmäler der Stadt Innsbruck. I. Teil. Österreichische Kunsttopographie Bd. XXXVIII. Hrsg. vom Institut für Österreichische Kunstforschung des Bundesdenkmalamtes, Wien 1972
- Handbuch der Kunstdenkmäler Österreichs, Tirol. (gem. mit Georg Dehio, Gert Ammann, Erich Egg), Wien 1980
- Die Kunstdenkmäler der Stadt Innsbruck. II. Teil: Die Profanbauten. Mit Ausnahme der Altstadt und den Erweiterungen der Renaissance. Österreichische Kunsttopographie Bd. XLV. (mit Beiträgen von Hans Gschnitzer, Magdalena Hörmann und Hansjörg Ubl), Wien 1981
- Die Kunstdenkmäler der Stadt Innsbruck. Hofbauten. Österreichische Kunsttopographie Bd. XLVII. (gem. mit Karl Öttinger, Riccarda Öttinger, Elisabeth Scheicher et al.) Wien 1986
- Die sakralen Kunstdenkmäler der Stadt Innsbruck, Teil I und II. Österreichische Kunsttopographie, Bd. LII. (gem. mit Karin Schmid, Brigitte Schneider et al.) Wien 1995
- Das Goldene Dachl in Innsbruck. Maximilians Traum vom Goldenen Zeitalter. Edition Tirol, Innsbruck 1996
- Hubert Gerhard in Innsbruck und das Grabmal Maximilians des Deutschmeisters. Hintergründe, Zusammenhänge, Perspektiven. Herausgegeben und für die Veröffentlichung bearbeitet von Gabriele Werner-Felmayer, Stefanie Holzer und Walter Klier. Studien-Verlag, Innsbruck-Wien-Bozen 2005